# Улмански, Ади
Ади Улмански (ивр. עדי אולמנסקי‎) — израильская певица, продюсер и рэпер из Иерусалима.

## Карьера
Начиная с 2007 года Ади Улмански  несколько раз выступала телевидении и выпустила несколько музыкальных видеоклипов, которые в частности транслировались на израильских каналах Music 24 и MTV Israel

. Сотрудничала с клипмейкером и режиссёром Вани Хейманном. В январе 2013 года Ади выпустила свой дебютный микстейп Shit Just Got Real, а в августе того же года состоялся релиз её дебютного сольного мини-альбома Hurricane Girl.
Была основателем и лидером группы Lorena B, а также сотрудничала с другими артистами, в том числе с Джонни Голдштейном. В сотрудничестве с продюсером Borgore были изданы несколько высококачественных треков, в том числе 'Somenone Else', который собрал 1.5 миллиона просмотров на Youtube.

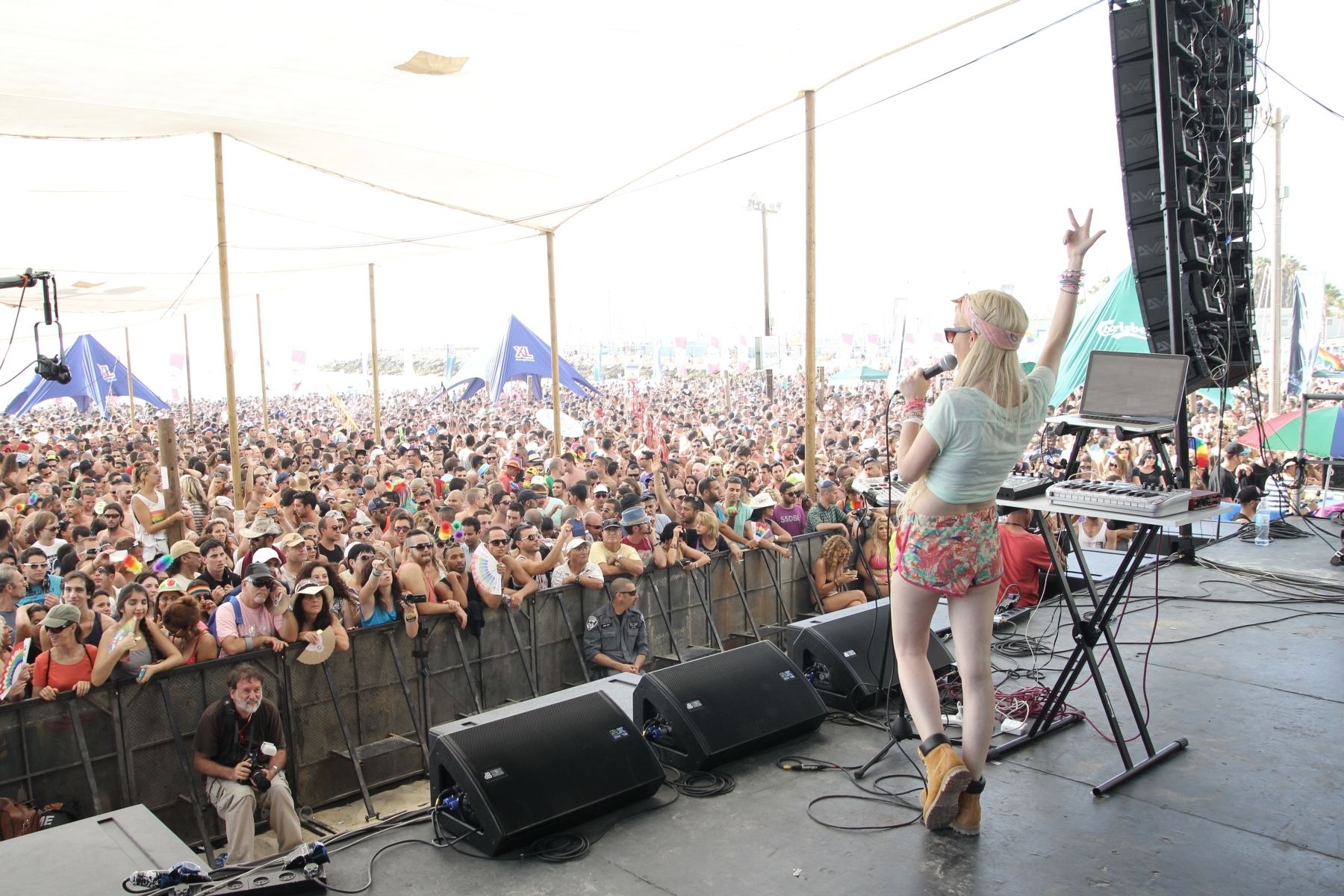
Во время выступления на гей-параде в Тель-Авиве, 2013 год

С конца 2012 года сосредоточилась на сольной карьере, освещавшейся мировыми печатными и онлайн-изданиями: Vice, Mixmag, The Guardian, Life + Times рэпера Jay Z, The Independent и местной прессой, в частности газетами «Едиот Ахронот», «Маарив» и «Гаарец» , а также модными изданиями, среди которых Inside-Out — официальный блог Topshop, блог и мобильное приложение ASOS.com и др. Премьера её последних сингла и клипа «Falling» состоялась в рубрике «Вы должны это услышать» на сайте журнала Vice. «Falling» попал и в плейлисты популярных израильских радиостанций: «Гальгалац», 88FM Израильского управления телерадиовещания и других.
В 2012 году компания «Американ Экспресс» избрала Ади (как единственного музыканта среди девяти наиболее успешных молодых людей Израиля) участницей своего проекта The Young Professionals. Этот проект, совместный с группой The Young Professionals, Мако из компании Keshet Media Group и журналом Timeout Tel Aviv, ознаменовал запуск карты American Express BLUE в Израиле.
В 2014 году выступила на Гланстонбергском фестивале, в Великобритании.
В октябре 2015 года Ади выпустила «Pink Pillz».
В августе 2016 года выпустила «Higher» при участии рэпера Кёртиса Уильямса.
В ноябре того же года Ади выпустила «Dreamin'» при участии рэпера KDC, главную песню из её одноимённого мини-альбома.
9 декабря 2016 года выпустила мини-альбом Dreamin' 
15 октября 2018 года Ади выпустила свой дебютный альбом BAD INTENTIONS.

## Дискография

### Сольные альбомы
- Shit Just Got Real микстейп (2013)[30]
- Hurricane Girl EP (2013)[7]
- DREAMIN' EP (2016)
- BAD INTENTIONS (2019)
- ивр. 2 בלילה‎ (2020)
- ивр. מכוונת לראש‎ (2023)

### Lorena B
См. статью про группу Lorena B в английском разделе
- Siblings (2011)[31]
- Lorena B EP (2012)[32]

### Совместные записи
- The Johnny Show (2008) — Lishkoah Meakol Ft. Adi Ulmansky (ивр.  לשכוח מהכל‎) [33][34]
- Gorestep: Vol. 1.1 (2009; Shift Recordings) — 5 Years VIP (Björk’s cover) Ft. Adi Ulmansky[35]
- Borgore Ruined Dubstep, Pt. 2 (2010; Buygore) — Broken Rulz feat. Adi Ulmansky[36][37]
- Delicious EP[англ.] (2011; Buygore) — Someone Else’s' (feat. Adi Ulmansky)[38]
- Turn Up EP (October 8, 2012) — Why Does It Feel Borgore feat. Adi Ulmansky[39]
- Legend EP (June 7, 2013; Buygore) — Kill Them All (feat. Adi Ulmansky)[40]

## Музыкальные видео
| Год  | Название                             | Режиссёр                           |
| ---- | ------------------------------------ | ---------------------------------- |
| 2012 | «I Always Liked Men With Good Hands» | Ори Синай                          |
| 2012 | «A.D.I»                              | Ваня Хейманн                       |
| 2013 | «One Octave Up»                      | Ори Синай                          |
| 2013 | «My Heart»                           | Ади Улмански, Нир Перри            |
| 2013 | «Stop This Train»                    | Йонатан Уэйтзман                   |
| 2013 | «Gurl Powa»                          | Ади Улмански, Нир Перри            |
| 2013 | «Falling»                            | Ади Улмански, Нир Перри, Ори Синай |
| 2014 | «Was It You? (при участии Borgore)»  | Гэл Муггуа                         |